# ناحیه البانی، شهرستان وایتساید، ایلینوی
شهرستان البانی، بخش وایتساید، ایلیونز (به انگلیسی: Albany Township, Whiteside County, Illinois) یک منطقهٔ مسکونی در ایالات متحده آمریکا است که در ایلی‌نوی واقع شده‌است.

## خصوصیات
شهرستان البانی ۱٬۰۷۶ نفر جمعیت دارد.